# Gastone Nencini
Gastone Nencini (1. marts 1930 i Bilancino di Barberino, Italien – 1. februar 1980 i Firenze) var en italiensk cykelrytter som vandt Tour de France i 1960 og Giro d'Italia i 1957. Hans kælenavn var Le Leone de Mugella, "Løven fra Mugella". Nencini var en stærk allround-rytter, men han var især stærk i bjergene.

## Væsentlige sejre
- Vinder af Tour de France 1960
- Vinder af Giro d'Italia 1957.
- Vinder af den prikkede bjergtrøje Tour de France 1957
- Vinder af bjergkonkonkurrencen Giro d'Italia 1955.
- 7 etapesejre i Giro d'Italia; 1955 (2); 1958 (2); 1959 (1); 1960 (2)
- 4 etapesejre i Tour de France; 1956 (1); 1957 (2); 1958 (1)
- Nr. 2 i Giro d'Italia 1960 efter Jacques Anquetil, Frankrig
- Nr. 3 i Giro d'Italia 1955 efter Fiorenzo Magni og Fausto Coppi, Italien